# Bénéfice de discussion
Ne doit pas être confondu avec Bénéfice de division.
Le bénéfice de discussion est le droit accordé à la caution poursuivie en exécution d'exiger du créancier que les biens du débiteur soient préalablement discutés, c'est-à-dire saisis et vendus.  

## Droit français
- Code civil français, articles 2298 (ancien) et suivants (pour les cautionnements conclus avant le 1er janvier 2022), articles 2305 et suivants (pour les cautionnements conclus à partir du 1er janvier 2022).

En droit français, cela signifie que le créancier d'une obligation doit d'abord s'attacher à exercer toute action de nature à obtenir le paiement de la dette auprès de son débiteur avant d'actionner la caution. Ce bénéfice peut être abandonné par la caution par le biais d'une mention expresse. Egalement, les cautions solidaires ou judiciaires ne peuvent disposer du bénéfice de discussion.  
Sa mise en œuvre est subordonnée à l'exercice d'une exception de procédure dilatoire (article 108 du Code de procédure civile). Le bénéfice de discussion est, quant à lui et à l'instar du bénéfice de division, un moyen de défense au fond (articles 72 et suivants du Code de procédure civile).  

## Autres pays ou régions
- Code civil belge, articles 2021s.
- Code civil québécois, articles 2347-2349.
- Code des obligations suisse, article 495.